# Дипломатически мисии в Намибия
Това е списък на дипломатическите мисии в Намибия. Във Виндхук има 33 посолства.

## Посолства във Виндхук
| - Алжир - Ангола - Ботсвана - Бразилия - Великобритания - Венецуела - Гана - Германия - Демократична република Конго - Египет - Замбия - Западна Сахара - Зимбабве - Индия - Индонезия - Иран - Исландия | - Испания - Италия - Кения - Китай - Куба - Либия - Малави - Малайзия - Нигерия - Палестинска автономия - Русия - САЩ - Финландия - Франция - Швеция - ЮАР |

## Други представителства във Виндхук
- ЕС (делегация)

Всички се намират в Претория освен тези с посочени в скоби седалища.
| - Австрия - Австралия - Аржентина - Белгия - Ватикан - Гърция - Дания - Израел - Ирландия (Лусака) - Канада - Кипър - Куба - Лесото - Малта (Валета) - Мексико - Мозамбик - Нова Зеландия - Норвегия | - Полша - Португалия - Сърбия - Тайланд - Танзания - Тунис - Турция - Уганда - Украйна - Унгария - Филипини - Нидерландия - Чехия - Чили - Швейцария - Шри Ланка - Южна Корея - Япония |